# Dactylorhiza kelleriana
Dactylorhiza kelleriana är en orkidéart som beskrevs av Peter Francis Hunt. Dactylorhiza kelleriana ingår i Handnyckelsläktet som ingår i familjen orkidéer. Inga underarter finns listade i Catalogue of Life.